# Wanda Jackson
Wanda Jean Jackson (Maud (Oklahoma), 20 oktober 1937) is een Amerikaans zangeres, en een van de eerste vrouwelijke artiesten die bekend werd in het rockabilly-genre.

## Biografie

### Jeugdjaren
Wanda Jackson werd geboren als dochter van Tom Robert Jackson en Nellie Vera Jackson in 1937 te Maud, Oklahoma.  Ze heeft een groot deel van haar leven in Oklahoma City gewoond. Begin jaren veertig, aan het einde van de crisis van de jaren 30, verhuisde de familie tijdelijk naar Bakersfield California in de hoop op een beter bestaan. Wanda kreeg haar eerste gitaar van haar vader. In Bakersfield zag ze optredens van Spade Cooley, Tex Williams en Bob Wills, maar een grote inspiratiebron voor haar latere muziek was Maddox Brothers and Rose. Toen Wanda elf was (1948) verhuisde de familie weer terug naar Oklahoma.

### Weg naar de roem
Jackson zat nog op de middelbare school toen countryzanger Hank Thompson haar hoorde zingen in een programma op de radio in Oklahoma City. Hij vroeg haar of ze wat opnamen wilde maken met zijn band. Ze ontmoette Elvis Presley, die haar aanmoedigde het genre van de gospel – waarmee ze sinds haar jeugd optrad – te verlaten en rock-'n-roll te proberen. Ze ontwikkelde haar eigen geluid en trad op in een variëteit van genres, van volkse traditionele liedjes tot country en luidstemmige suggestieve ballads.
Jackson begon bij Decca in 1954. Jackson tekende een contract bij Capitol in 1956. In 1960 kreeg ze succes in de pop chart toen Capitol haar opname uit 1958 "Let's Have a Party" uitgaf. Ze schakelde over naar countrymuziek in de jaren zestig en scoorde hier en daar een paar hits. Ze noemden haar vaak de "Queen of Rockabilly". In Duitsland, Oostenrijk, Nederland en België had Wanda Jackson midden jaren zestig ook veel succes met een Duitstalig repertoire. In 1965 was "Santo Domingo" met het dansorkest van Horst Wende haar grootste Duitstalige hit.

## Heden
In 1995 maakte Jackson haar rentree in de rock-’n'-rollscène door haar medewerking aan het album "Rockabilly Filly" van Rosie Flores.
In 2003 verscheen haar eerste studioalbum in jaren "Heart Trouble" waarop zij wordt begeleid door artiesten zoals Elvis Costello, Lee Rocker (Stray Cats) en The Cramps.
Drie jaar later volgde de cd "I Remember Elvis" waarop Jackson terugblikt op haar samenwerking en vriendschap met Elvis.
Op 16 augustus 2007 nam Jackson deel aan een concert in Europa, als gast van René Shuman en Angel-Eye. In 2009 verzorgde Jackson een gastoptreden op de cd-single "Whiskey Song" van Nederlandse rock-'n-rollzanger William Smulders. Het betreft hier duetversies van Let's Have A Party en "Funnel Of Love".
In 2002 werd Jackson opgenomen in de Oklahoma Music Hall of Fame en in 2009 in de Rock and Roll Hall of Fame.
In januari 2011 bracht ze het album "The Party Ain't Over" uit, met arrangementen van Jack White. Op 26 oktober 2011 gaf Jackson een concert in Metropool te Hengelo, met de Belgische band The Seatsniffers als begeleiding. 
Eind 2012 werd haar lied "Funnel of love" als achtergrondmuziek gedraaid bij de LIGA-reclame. Het komisch televisieprogramma Loslopend wild op Eén wordt ingeleid door hetzelfde nummer. "Funnel of love" is ook te horen in The End of the F***ing World , een Britse drama-komedietelevisieserie uit 2017.

## Discografie

### Singles
| Jaar | Single                                              | U.S. Country Singles | U.S. Pop Singles | Album                                  |
| ---- | --------------------------------------------------- | -------------------- | ---------------- | -------------------------------------- |
| 1956 | "I Gotta Know"                                      | 15                   | -                | Greatest Hits                          |
| 1960 | "Let's Have a Party"                                | -                    | 37               | Let's Have a Party                     |
| 1961 | "In the Middle of a Heartache"                      | 6                    | 27               | Greatest Hits                          |
| 1961 | "Right or Wrong"                                    | 9                    | 29               | Greatest Hits                          |
| 1962 | "If I Cried Every Time You Hurt Me"                 | 28                   | 58               | Greatest Hits                          |
| 1962 | "A Little Bitty Tear"                               | -                    | 84               | Right or Wrong                         |
| 1964 | "The Violet and a Rose"                             | 36                   | -                | Country Classics                       |
| 1966 | "Because It's You"                                  | 28                   | -                | Country Classics                       |
| 1966 | "This Gun Don't Care"                               | 46                   | -                | Tears Will Be the Chaser For Your Wine |
| 1966 | "The Box It Came In"                                | 18                   | -                | Greatest Hits                          |
| 1967 | "Both Sides of the Line"                            | 21                   | -                | Greatest Hits                          |
| 1967 | "My Heart Gets All the Breaks"                      | 51                   | -                | Tears Will Be the Chaser For Your Wine |
| 1967 | "Tears Will Be the Chaser For Your Wine"            | 11                   | -                | Tears Will Be the Chaser For Your Wine |
| 1967 | "You'll Always Have My Love"                        | 64                   | -                | Tears Will Be the Chaser For Your Wine |
| 1968 | "By the Time You Get to Phoenix"                    | 46                   | -                | Tears Will Be the Chaser For Your Wine |
| 1968 | "Little Boy Soldier"                                | 46                   | -                | Tears Will Be the Chsser For Your Wine |
| 1968 | "My Baby Walked Right Out On Me"                    | 34                   | -                | Country Clssics                        |
| 1968 | "A Girl Don't Have to Drink to Have Fun"            | 22                   | -                | Country Classics                       |
| 1969 | "I Wish I Was Your Friend"                          | 51                   | -                | Tears Will Be the Chaser For Your Wine |
| 1969 | "If I Had a Hammer"                                 | 41                   | -                | Tears Will Be the Chaser For Your Wine |
| 1969 | "My Big Iron Skillet"                               | 20                   | -                | Country Classics                       |
| 1970 | "Two Separate Bar Stools"                           | 35                   | -                | Country Classics                       |
| 1970 | "Who Shot John"                                     | 50                   | -                | Tears Will Be the Chaser For Your Wine |
| 1970 | "A Woman Lives For Love"                            | 17                   | -                | Greatest Hits                          |
| 1971 | "Back Then"                                         | 25                   | -                | Greatest Hits                          |
| 1971 | "Fancy Satin Pillows"                               | 13                   | -                | Greatest Hits                          |
| 1972 | "I Already Know (What I'm Getting For My Birthday)" | 35                   | -                | Country Classics                       |
| 1972 | "I'll Be Whatever You Say"                          | 57                   | -                | Tears Will Be the Chaser For Your Wine |

### Recente verzamelalbums
| Jaar | Album                                                                               |
| ---- | ----------------------------------------------------------------------------------- |
| 1990 | Santo Domingo: Ihre Deutschen Aufnahmen (Bear Family)                               |
| 1992 | Right Or Wrong: complete recordings 1954-1962 (Bear Family)                         |
| 1997 | Tears Will Be The Chaser For Your Wine: complete recordings 1963-1973 (Bear Family) |
| 2000 | Queen Of Rockabilly: The Very Best Of The Rock 'n' Roll Years (Ace)                 |
| 2002 | Wanda Rocks (Bear Family)                                                           |
| 2003 | The Wanda Jackson Show: Live And Still Kickin' (DCN)                                |
| 2003 | Heart Trouble (CMH)                                                                 |
| 2004 | Heartache (Varèse Sarabande)                                                        |
| 2006 | The Very Best Of The Country Years (Ace)                                            |
| 2006 | The Ballads Of Wanda Jackson (Bear Family)                                          |
| 2006 | I Remember Elvis (Goldenlane)                                                       |
| 2011 | The Party Ain't Over (Third Man And Nonesuch Records)                               |

- Bibsys: 7057936
- Bibliothèque nationale de France: cb13895528s (data)
- Gemeinsame Normdatei: 134415507
- International Standard Name Identifier: 0000 0001 1450 4638
- Library of Congress Control Number: n91084109
- MusicBrainz: 550fbe01-42e9-4006-bcd0-6a1854dceb8f
- Nationale Bibliotheek van Tsjechië: xx0011824
- Nationale bibliotheek van Australië: 63945963
- Nationale Bibliotheek van Polen: a0000002474959
- Nederlandse Thesaurus van Auteursnamen: 071996087
- Réseau des bibliothèques de Suisse occidentale: 02-A006512852
- Système universitaire de documentation: 15808411X
- Trove: 1772247
- Virtual International Authority File: 85376563
- WorldCat: E39PBJkhFQWcCCWTCv4PjcGWDq